# Tropaeolum dipetalum
Tropaeolum dipetalum är en krasseväxtart som beskrevs av Hipólito Ruiz López och Pav. Tropaeolum dipetalum ingår i släktet krassar, och familjen krasseväxter. Inga underarter finns listade i Catalogue of Life.